# 中国图书馆学会
中国图书馆学会是中华人民共和国图书馆工作者组成的全国性、学术性、非营利性社会团体，由中国科学技术协会主管，1979年7月在北京市成立。